# 1990 Pilcher
1990 Pilcher este un asteroid din centura principală, descoperit pe 9 martie 1956, de Karl Reinmuth.